# لويس دياز فيانا
لويس دياز فيانا (بالإسبانية: Luis Díaz Viana)‏ هو عالم إنسان إسباني، ولد في 1951 في سمورة في إسبانيا.